# آفتابگیرها
آفتابگیرها (به انگلیسی: Visorbearer)، مرغ‌های مگسی از سردهٔ کوچک Augustes و تیرهٔ مگس‌مرغان (Trochilidae) هستند.
این سرده دارای دو گونهٔ زیر است:
- آفتابگیر کلاه‌دار (Augastes lumachella)
- آفتابگیر سنبلی (Augastes scutatus)